# Королевский закон (1665)
Королевский закон 1665 года (дат. Kongeloven,лат. Lex Regia) — законодательный акт, завершивший установление абсолютизма в Норвегии и Дании, входивших во владения династии Ольденбургов.
В 1661 году король Фредерик III, воспользовавшись недовольством «третьего сословия», провёл через Риксрод (государственный совет) закон, возвращающий королю неограниченную (абсолютную) власть. За это король пожаловал бюргерам равные права с дворянством — они получали права владеть землёй и занимать государственные должности наряду с «первым сословием».
Королевский закон 1665 года разработан группой юристов под руководством королевского секретаря графа Гриффенфельда Педер Шумахера.14 ноября1665 года подписан королём Фредериком III. Установил наследственную самодержавную власть короля: «Король впредь должен рассматриваться всеми своими подданными как стоящий над всеми человеческими законами и не знающий над собой иного вышестоящего или судьи в предметах духовных или светских, кроме Бога» и определял порядок престолонаследия, в соответствии с которым в случае пресечения прямой мужской линии потомков Фредерика III допускалось наследование и по женской линии. «Королевский закон» налагал на короля три обязательства:
1. Соблюдать верность аугсбургскому (лютеранскому) вероисповеданию;
2. Поддерживать целостность королевства Дании и Норвегии;
3. Не делить королевство, в том числе между детьми и не изменять сам «Королевский закон».

Впервые «Закон» был оглашён Кристианом V при вступлении на престол в 1670 году.
Опубликован: 4 сентября 1709 года.
Закон действовал: в Норвегии — до 17 мая 1814 года, когда была принята первая Конституция Норвегии (Эйдсвольдская Конституция), а в Дании — до 1849 года (в 1848 году ум. король Кристиан VIII и на престол вступил Фредерик VII издавший манифест, в котором была обещана Конституция Дании).